# Медіасистема Іспанії
В останнє десятиліття ХХ століття прибуття приватного телебачення, концесія численних радіочастот та поява засобів масової інформації в Інтернеті допомогли змінити співвідношення впливів у формуванні громадської думки. Друковані ЗМІ поступово втратили свою колишню редакційну гегемонію, хоча їм вдалося перенести частину цього впливу на нові цифрові видання. Тим часом, приватні телевізійні канали, хоча в перші роки вони мало зацікавлені в журналістиці та зосереджувались на залученні аудиторії через розважальний контент, також поступово вивчали рифи інформації, головним чином через соціальні чат-шоу та інші програми.
У 21 столітті ці тенденції продовжувались, але з'явилися і нові явища, які змінюють відносний вплив у громадській думці різних ЗМІ. Найбільш помітним явищем є зростаючий вплив цифрових засобів масової інформації, як з точки зору впливу соціальних мереж, так і з появою успішних вітчизняних Інтернет-засобів масової інформації. У 2017 році Іспанія є однією з європейських країн, в якій вітчизняні інтернет-медіа досягли найбільшої різноманітності та, насамперед, найбільшого впливу на громадську думку.

## Загальна характеристика медіа
Сучасна система масової інформації в Іспанії, консолідована з 1980-х років і яка в основному збереглася до наших днів, почала проявляти ознаки виснаження. Поєднання економічних, технологічних та соціально-політичних факторів відкриває шлях до нового середовища медіа, з новими гравцями та новими інформаційними пропозиціями.
Є кілька засобів масової інформації, зокрема телебачення, які продовжують бути надзвичайно прибутковими і надають великі прибутки компаніям, що домінують у цьому секторі. Проте навіть у цій сфері поява нових цифрових конкурентів, у багатьох випадках із-за кордону, викликала невизначеність щодо майбутнього компаній, які сьогодні контролюють ринок. Ситуація з друкованими засобами масової інформації набагато критична завдяки постійній втраті аудиторії та інвестицій в рекламу. Тим часом, радіо вдається зберегти свою нішу, без її аудиторії або його рекламні доходи значно зменшилися.

## Газети та журнали
1. El Mundo — є другим за величиною печатною і найбільшою інтернет-газетою. Більше 24 млн унікальних вебвідвідувачів в місяці.
2. El País — найпопулярніша суспільно-політична і ділова щоденна платна газета в Іспанії.
3. 20 Minutos — найпопулярніша безкоштовна новинна газета Іспанії.
4. ABC — найстаріша діюча газета Іспанії. Третя за популярністю після El País і El Mundo. Добре відома своїми консервативними поглядами і публікаціями на захист іспанської монархії.
5. Fotogramas — іспанський щомісячний журнал про кінематограф. Вважається самим читаним журналом про кіно в Іспанії.
6. Argia — щотижневий журнал баскською мовою, заснований в 1919 році.

## Радіо та телебачення
Радіо та Телебачення Іспанії були засновані у 1956 як публічні сервіси, які мають правильно та вчасно освітлювати інформацію, враховуючи громадську думку, співпрацювати з системою освіти, поширювати іспанську культуру, культуру національних меншин та регіональну культуру, забезпечувати свободу капіталу і громадську рівність.
Радіостанції
1. Prisa Radio
2. Radio Popular
3. Atresmedia Radio
4. Kiss Media
5. Unidad Editorial
6. Intereconomía Corpo

Телеканали
1. Реал Мадрид ТВ — цифровий телевізійний канал, спеціалізується на іспанській футбольній команді. Канал доступний на іспанською та англійською мовою.
2. Cuatro — іспанський приватний телеканал загальнонаціонального ефірного мовлення.
3. Antena 3 — іспанська телеканал, що належить Grupo Antena 3. Відомий завдяки екранізації різноманітних телесеріалів.
4. Telecinco — іспанський приватний телеканал, що належить італійській компанії Mediaset. Один з великих комерційних іспанських телеканалів нарівні з Antena 3. Заснований в 1989 році як асоціація «Tele-5».
5. Canal 24 Horas — - іспанський громадський інформаційний телеканал.

## Інтернет
У 2009 році темп використання Інтернету був низьким, але демонстрував стійке зростання. За даними EGM, наприкінці 2005 року 34,4 відсотка іспанських людей були випадковими користувачами Інтернету. У березні 2009 року ця цифра становила 48,8 %. Тим самим, Інтернет був єдиним масовим інформаційним середовищем, споживання якого в 2008 році зросло. Найпопулярніші і відвідувані сайти в Іспанії :
1. google.es — найпопулярніша в світі пошукова система, пошук для Іспанії.
2. facebook.com — найпопулярніша у світі соціальна мережа.
3. youtube.com Безкоштовний хостинг відео файлів.
4. live.com — платформа об'єднує пошук і програмні продукти компанії Microsoft.
5. blogger.com — безкоштовна платформа для створення і ведення блогів.
6. yahoo.com — інформаційний портал, пошукова система.
7. wikipedia.org — інтернет енциклопедія.
8. marca.com — сайт щоденної спортивної газети Diario Marca, головний спортивний портал країни.
9. tuenti.com — іспанська соціальна мережа, спілкування з друзями і родичами.
10. msn.com — інформаційно розважальний портал Microsoft.

## Журналістська освіта
Історія журналістики в Іспанії датується 1926 роком, коли газета El Debate відкрила першу школу для журналістів. Протягом майже ста років, що минули з того часу, вивчення зв'язку в цілому та журналістики, зокрема, постійно розвиваються та консолідуються. Сьогодні 40 іспанських університетів пропонують ступені в тій чи іншій галузі комунікацій, а також відповідні програми післядипломної освіти. За даними Міністерства освіти 21 076 студентів навчаються на 2015—2016 навчальному році в галузі журналістики та комунікації. З 40 факультетів, які пропонують вивчення комунікацій в Іспанії, більшість пропонують ступені з журналістики, аудіовізуального спілкування та реклами та зв'язків з громадськістю. Оскільки близько десяти років тому було додано подвійні ступені (з історією, філософією, філологією, правом). Пропозиція ступеня магістра в області комунікації в Іспанії є широкою та різноманітною. У галузі журналістики та комунікації налічується 1291 майстра-студенти, у 90 000 — у сфері соціальних та юридичних наук.